# Now You're Gone: The Album
 (décembre 2015).
Si vous disposez d'ouvrages ou d'articles de référence ou si vous connaissez des sites web de qualité traitant du thème abordé ici, merci de compléter l'article en donnant les références utiles à sa vérifiabilité et en les liant à la section « Notes et références ».
Albums de Basshunter
LOL <(^^,)>
(2006) Bass Generation
(2009)
Singles
1. Now You're Gone
Sortie : 6 octobre 2007
2. Please Don't Go
Sortie : 19 mai 2008
3. All I Ever Wanted
Sortie : 29 juin 2008
4. Angel in the Night
Sortie : 10 septembre 2008
5. I Miss You
Sortie : 13 novembre 2008
6. Walk on Water
Sortie : 5 avril 2009

Now You're Gone: The Album est le quatrième album du chanteur suédois Basshunter, sorti le 14 juillet 2008 au Europe. Il s'est vendu à plus de 1 000 000 d'exemplaires dans le monde[réf. nécessaire].
L'édition deluxe (sur iTunes au Royaume-Uni dispose de 5 pistes de Remix des singles de cet album, une vidéo megamix, la video de Walk on Water et aussi un livret numérique. La pochette de l'album a également été changée du vert au bleu.

## Liste des pistes

### Édition standard
| No  | Titre                                                           | Durée |
| --- | --------------------------------------------------------------- | ----- |
| 1.  | Now You're Gone (Radio Edit) [feat. DJ Mental Theo's Bazzheads] | 2:30  |
| 2.  | All I Ever Wanted                                               | 2:59  |
| 3.  | Please Don't Go                                                 | 2:50  |
| 4.  | I Miss You                                                      | 3:48  |
| 5.  | Angel in the Night                                              | 3:23  |
| 6.  | In Her Eyes                                                     | 3:09  |
| 7.  | Love You More                                                   | 3:53  |
| 8.  | Camilla                                                         | 3:16  |
| 9.  | Dream Girl                                                      | 4:29  |
| 10. | I Can Walk on Water                                             | 3:46  |
| 11. | Basscreator                                                     | 5:03  |
| 12. | Russian Privjet                                                 | 4:05  |
| 13. | Boten Anna                                                      | 3:29  |
| 14. | DotA                                                            | 3:05  |
| 15. | Now You're Gone (Fonzerelli Edit)                               | 3:16  |
| 16. | All I Ever Wanted (Fonzerelli Edit)                             | 2:35  |
| 17. | Welcome to Rainbow                                              | 5:09  |
| 18. | Hardstyle Drops                                                 | 5:30  |

Contenu spécial
1. Exclusive live performance
2. Exclusive interview
3. Basshunter download photo gallery
4. Aylar download photo gallery
5. Music videos
6. ...and more

### Édition Deluxe Normal
| No  | Titre                                                           | Durée |
| --- | --------------------------------------------------------------- | ----- |
| 1.  | Now You're Gone (Video Edit) [feat. DJ Mental Theo's Bazzheads] | 2:26  |
| 2.  | All I Ever Wanted (Radio Edit)                                  | 2:56  |
| 3.  | Please Don't Go (Radio Edit)                                    | 2:46  |
| 4.  | I Miss You (Album Version)                                      | 3:45  |
| 5.  | Angel in the Night (Album Version)                              | 3:21  |
| 6.  | In Her Eyes                                                     | 3:12  |
| 7.  | Love You More                                                   | 3:50  |
| 8.  | Camilla                                                         | 3:14  |
| 9.  | Dream Girl                                                      | 4:27  |
| 10. | I Can Walk on Water I Can Fly                                   | 3:44  |
| 11. | Basscreator                                                     | 5:01  |
| 12. | Russia Privjet                                                  | 4:03  |
| 13. | Boten Anna (Radio Edit)                                         | 3:27  |
| 14. | DotA (Radio Edit)                                               | 3:21  |
| 15. | Now You're Gone (Fonzerelli edit)                               | 3:14  |
| 16. | All I Ever Wanted (Fonzerelli edit)                             | 2:32  |
| 17. | Welcome to Rainbow                                              | 5:09  |
| 18. | Hardstyle Drops                                                 | 5:30  |
| 19. | Boten Anna (DJ Micro Spankin Club Remix)                        | 5:31  |
| 20. | Boten Anna [Nightshifters Remix Edit]                           | 3:10  |
| 21. | DotA (PJ Harmony Saturday Remix)                                | 5:09  |

### Édition Deluxe Itunes Royaume-Uni
| No  | Titre                                                           | Durée |
| --- | --------------------------------------------------------------- | ----- |
| 1.  | Now You're Gone (Radio Edit) [feat. DJ Mental Theo's Bazzheads] | 2:30  |
| 2.  | All I Ever Wanted                                               | 2:59  |
| 3.  | Please Don't Go                                                 | 2:50  |
| 4.  | I Miss You (Radio Edit)                                         | 2:45  |
| 5.  | Angel in the Night (Radio Edit)                                 | 2:56  |
| 6.  | In Her Eyes                                                     | 3:12  |
| 7.  | Love You More                                                   | 3:50  |
| 8.  | Camilla                                                         | 3:14  |
| 9.  | Dream Girl                                                      | 4:26  |
| 10. | Walk on Water (UK Radio Edit)                                   | 2:55  |
| 11. | Basscreator                                                     | 5:00  |
| 12. | Russian Privjet                                                 | 4:03  |
| 13. | Boten Anna                                                      | 3:27  |
| 14. | DotA                                                            | 3:20  |
| 15. | Now You're Gone (Sound Selektaz Remix)                          | 5:35  |
| 16. | All I Ever Wanted (Ultra DJ's Remix)                            | 5:34  |
| 17. | Angel In the Night (Headhunters Remix)                          | 5:37  |
| 18. | I Miss You (Headhunters Remix)                                  | 5:37  |
| 19. | Walk on Water (7th Heaven Remix)                                | 6:23  |
| 20. | Please Don't Go (Ultra DJ's Remix)                              | 4:39  |

## Classements

### Classements hebdomadaires
| Classement (2008-2009)             | Meilleure position |
| ---------------------------------- | ------------------ |
| Autriche Top 75                    | 17                 |
| Belgique (Wallonie) Top 100        | 31                 |
| États-Unis Dance/Electronic Albums | 14                 |
| États-Unis Heatseekers Albums      | 45                 |
| Finlande Top 40                    | 35                 |
| France Top 150                     | 36                 |
| Irlande Irish Albums Chart         | 2                  |
| Pologne Top 50                     | 43                 |
| Royaume-Uni UK Albums Chart        | 1                  |
| Suède Top 60                       | 38                 |
| Suisse Top 100                     | 32                 |
| Nouvelle-Zélande Top 40            | 1                  |

### Classement de fin d'année
| Classement (2008)                 | Position |
| --------------------------------- | -------- |
| Royaume-Uni UK Albums Chart       | 45       |
| Classement (2009)                 | Position |
| Nouvelle-Zélande Classement Chart | 14       |

## Certification
| Pays                                                                                                   | Certification | Ventes certifiées |
| --- | ------------- | ----------------- |
| Nouvelle-Zélande (RMNZ)                                                                                | Platine       | 22 000            |
| Royaume-Uni (BPI)                                                                                      | Platine       | 376 017           |
| *Ventes selon la certification ^Mise en rayon selon la certification xNon précisé par la certification |               |                   |